# 屋島登山鉄道屋島ケーブル

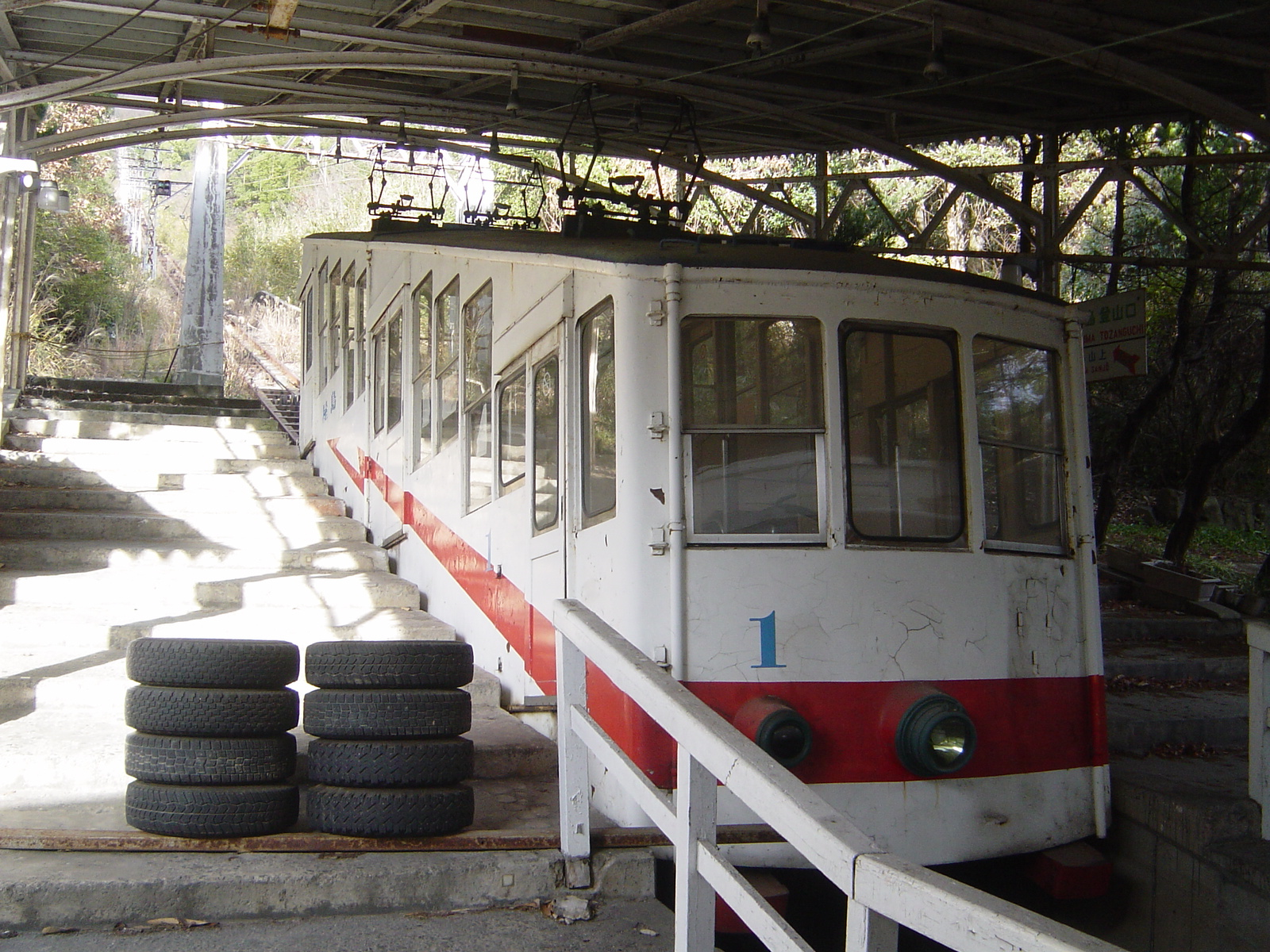
1号車「義経号」（廃止後に撮影）

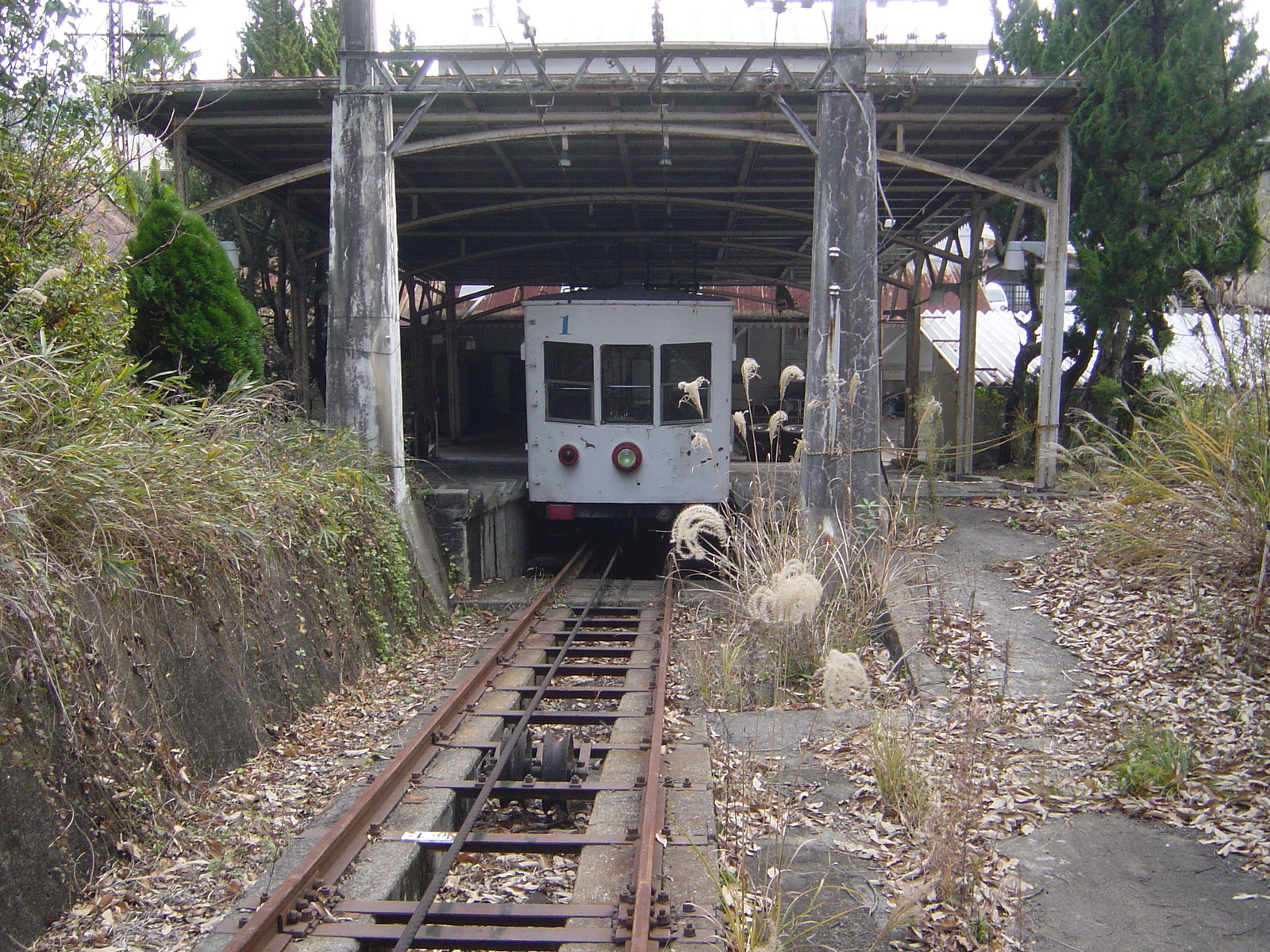
廃止後の様子

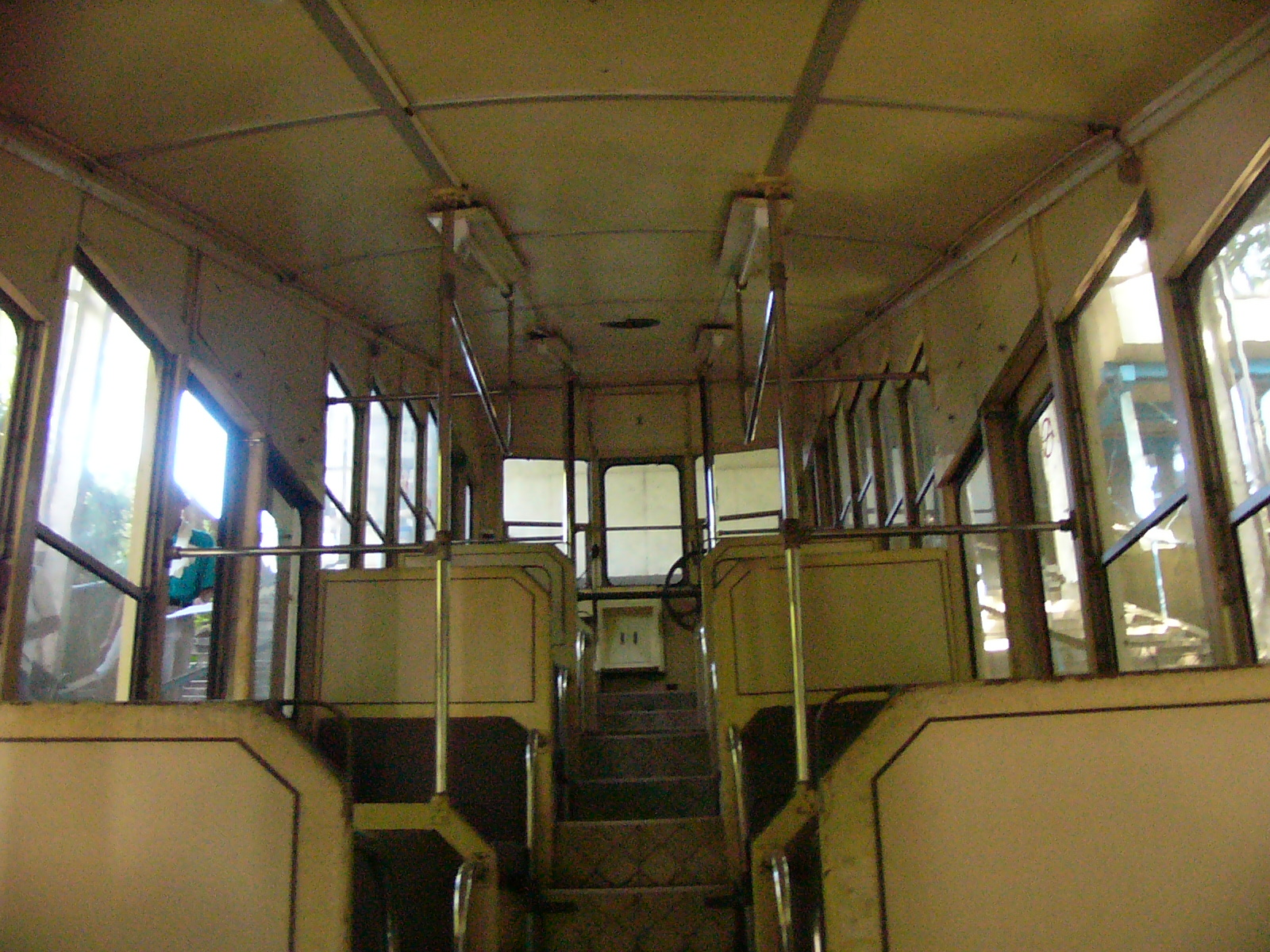
車内（廃止後、2007年10月15日）

屋島ケーブル（やしまケーブル）は、かつて香川県高松市にあった屋島登山口駅から屋島山上駅に至る屋島登山鉄道のケーブルカー路線である。正式な路線名はなく、「屋島ケーブル」は通称である。

## 概要
観光地の「屋島」山上へ登るケーブルカーで、四国第八十四番霊場の屋島寺や景勝地の獅子の霊巌への足となっていた。
建設に当たっては風致破壊、生活への脅威などを訴える地域住民の反対もあったが、屋島ドライブウェイが開通する1961年（昭和36年）までは、唯一の動力登山手段であり、徒歩で1時間を要する距離を5分で結んだことから開通後は賑わいを見せた。

### 路線データ
- 路線距離：0.858km（営業キロは0.8km）
- 軌間：1067mm
- 駅数：2駅（起終点駅含む）
- 高低差：265m
- 最急勾配：447‰（最緩勾配：202‰）
- 速度：2.52m/s（9.072km/h）
- 捲揚機：2段減速エンドレス式（スイス・ギーセライベルン社製）
- 電動機：150馬力（電圧440V）
- 定員：121名
- 客数：5万5,514人（2003年度）[4]

## 運行形態
上下同時発車で毎時15分・35分・55分の20分間隔で運行されていた。所要時間は5分。シーズン中（3月21-5月15日、7月25日-10月10日）の営業時間は平日が8:15から18:15、休日（土・日・祝）が7:35から18:55発車分まで。それ以外のオフシーズンは終日8:55から17:35発車分まで。

## 車両
1950年（昭和25年）の営業再開にあわせて日立製作所で製造された1・2の2両を保有しており、1に「義経号」、2に「辨慶号」の愛称が付けられていた。車体は白地に赤帯の塗装であった。

## 歴史
1926年の計画ではケーブルカーと地上部（平坦線）を予定していたが、実現したのはケーブルカーのみであった。
- 1926年（大正15年）4月7日 屋島登山電気鉄道発起人に対し鉄道免許状下付[5]
- 1927年（昭和2年）
  - 3月18日 屋島登山鉄道への社名変更届出[6]。
  - 11月24日 屋島登山鉄道株式会社設立[1][7]。
- 1929年（昭和4年）4月21日 屋島神社前（後の屋島登山口） - 屋島南嶺（後の屋島山上）間が開業[8]。
- 1930年（昭和5年）8月26日 木田郡古高松村 - 同郡屋島村（平坦線）の鉄道免許取消[9]。
- 1944年（昭和19年）2月11日 屋島神社前 - 屋島南嶺間が不要不急線として休止。資材を供出。
- 1950年（昭和25年）4月16日 屋島登山口 - 屋島山上間が営業再開。屋島神社前駅が屋島登山口駅、屋島南嶺駅が屋島山上駅へ改称。
- 2004年（平成16年）10月16日 屋島登山口 - 屋島山上間が営業休止。
- 2005年（平成17年）8月31日 屋島登山口 - 屋島山上間が廃止。

### 廃止へ
2004年（平成16年）10月12日、ケーブルの運営会社である屋島登山鉄道は高松地裁に自己破産を申請した。負債総額は約9億円。直接的な原因は屋島観光の衰退に伴う利用客の減少で収支が悪化し、資金繰りが困難になったことであった。しかし、その背景にはかつて親会社であった高松琴平電気鉄道（ことでん）が2001年（平成13年）末に民事再生法の適用を申請したことで、以降同社はグループの支援を受けられず完全な単独経営を余儀なくされたという経緯があった（詳細は「屋島登山鉄道」を参照）。
運営会社の経営破綻と同時に、ケーブル事業も2004年10月16日から休止する旨を四国運輸局に届け出た。2005年（平成17年）7月1日には「鉄道事業の廃止届出」を行い、その中で事業廃止日を1年後の2006年（平成18年）7月1日とした。しかし、廃止届出から約1か月半後の2005年8月22日には「事業廃止の日の繰上の届出」をし、当初予定していた廃止日を一年近く繰り上げることを決定。その届出通り同年8月31日に廃止された。運営会社は破産手続きを進めながら、譲渡先を探すなどケーブルカーの存続の道を模索したが、施設の老朽化などが障害となって譲渡先は見つからなかった。
運行最終日となった2004年10月15日には、約800人の観光客が詰めかけたが、運行前の試運転時に電気系統にトラブルが発生。両車両とも駅から約50mの位置に停止したまま動かなくなり、最終的には終日事故運休となった。

### 廃止後

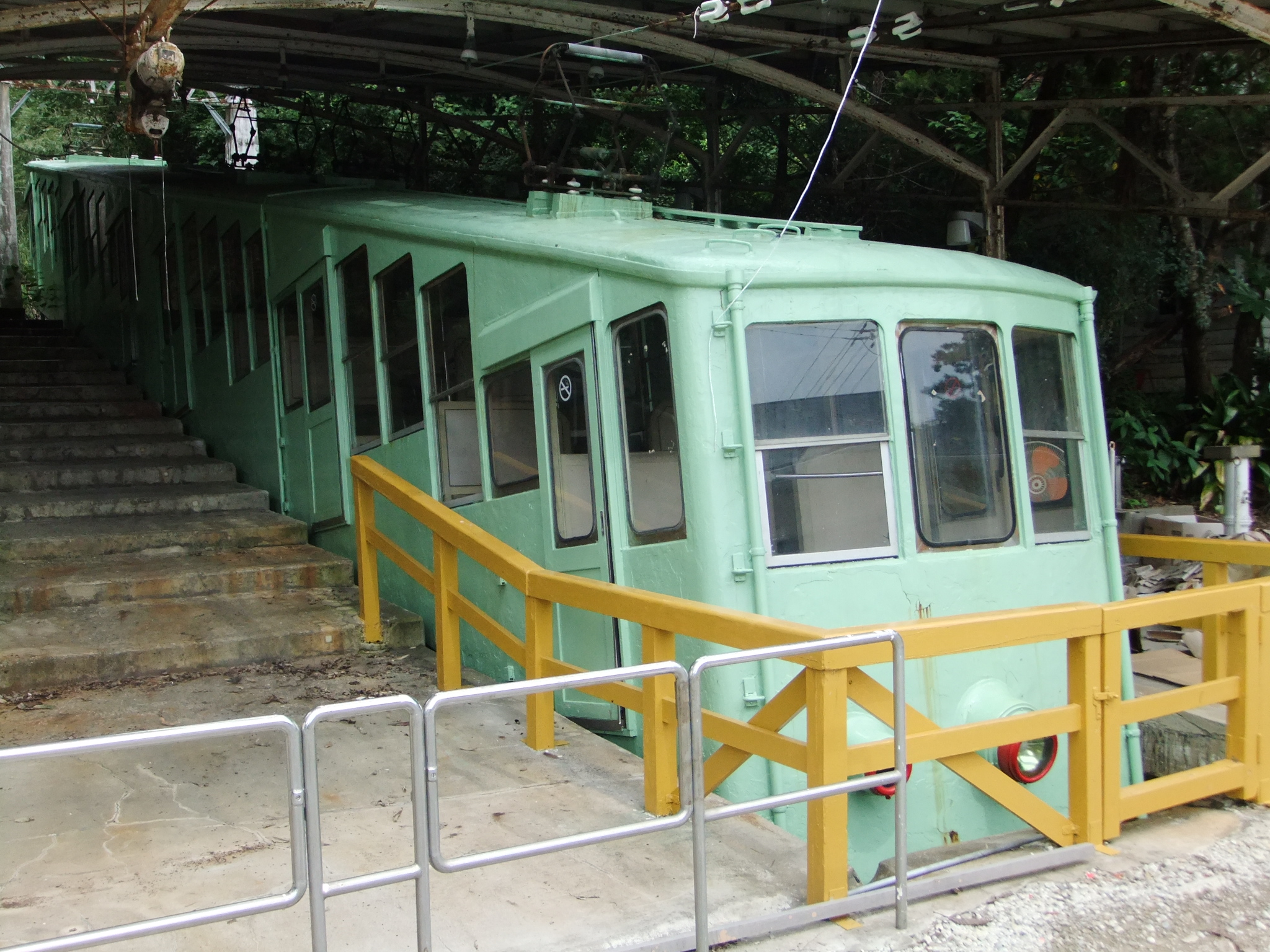
廃止後保管されている屋島ケーブルの搬器

屋島ケーブル廃止後は、乗合タクシーによる代行輸送が行われていた。また2006年12月の新屋島水族館開館に併せ、土日祝日と一部の学校休業日にはことでんバスにより琴電屋島駅 - 屋島山上間のシャトルバスの運転が開始された。このバスは好評のため2007年（平成19年）4月1日から毎日運転となり、同時にJR屋島駅への乗り入れも開始され、屋島への公共交通機関が完全復活した。
2005年11月からは、ボランティア団体によるケーブルカーの運行再開を求める署名活動が行われた。
しかし、高松市が屋島の活性化をめざして2011年に設置した「屋島会議」は、2012年11月に市長に提出した「屋島活性化基本構想（仮称）最終報告」の中で、ケーブルについては「登山道・遊歩道として整備することを念頭に、関係する行政機関が連携し、適切に対応していくものとする」としており、ケーブルとして復活する方針は採用されていない。
廃止後、1号車「義経号」が屋島登山口駅、2号車「辨慶号」が屋島山上駅にそれぞれ留置されていたが、災害時等に滑落する懸念から、辨慶号は2013年1月に四国森林管理局香川森林管理事務所の手によって山麓の屋島登山口駅まで引き下ろされた。
屋島登山口駅については、2014年 - 2015年頃に解体され、2016年に地元新馬場自治会の自治会館「新馬場会堂」が落成したが、駅のホームは撤去されず、車両2両が留置された状態で存置している。なお、車両2両については、2015年に車体の錆び落としと、グリーン1色への再塗装を実施している。

## 駅一覧
事業者名・路線名等は廃止時点のもの。全駅とも香川県高松市に所在。
| 駅名         | 営業キロ | 接続路線                                                                                  | 座標                                                                  |
| ------------ | -------- | ----------------------------------------------------------------------------------------- | --------------------------------------------------------------------- |
| 屋島登山口駅 | 0.0      | 高松琴平電気鉄道：志度線（琴電屋島駅：徒歩連絡） 四国旅客鉄道：高徳線（屋島駅：徒歩連絡） | 北緯34度20分40秒 東経134度06分22秒 / 北緯34.3445度 東経134.10625度    |
| 屋島山上駅   | 0.8      |                                                                                           | 北緯34度21分07秒 東経134度06分26秒 / 北緯34.351806度 東経134.107194度 |

### 接続路線
登山口駅への最寄り駅はことでん琴電屋島駅が徒歩5分（約310m）で最短である。琴電屋島駅からの距離に不動産取引表示の際に利用される徒歩所要時間（時速4.8km）の基準を当てはめると3分となるため一部資料にはこの数字が利用されている場合があるが、駅からは緩い上り坂になっているため実際は5分ほどかかり、公式パンフレットなどでもこの時間が記載されている。また、JR屋島駅からの徒歩時間は公式パンフレットでは徒歩10分 (1.14km) とされているが、徒歩所要時間（時速4.8km）の基準を当てはめるとこの距離は徒歩14分かかる。しかしそれでも、実際は経路が複雑なうえに国道11号などいくつかの道路を横断し、かつ琴電屋島駅からと同様に緩い上り坂を登る必要があるため、実際は14分では到達しない場合がある。
コトデンバス（当時）はかつて（1990年代後半まで）高松築港駅から登山口駅行き（行先表示は「屋島ケーブル」）の路線バスを運行していた。ちなみに同社は屋島山上への直行バスも運行していた。
山上を移動する手段としては山上駅から貸し自転車（500円）が貸し出されていた。

## 運賃
|        | 一般  | 一般   | 団体（25人以上） | 団体（25人以上） | 団体（100人以上） | 団体（100人以上） | 団体（300人以上） | 団体（300人以上） |
| 片道   | 往復  | 片道   | 往復             | 片道             | 往復              | 片道              | 往復              |                   |
| ------ | ----- | ------ | ---------------- | ---------------- | ----------------- | ----------------- | ----------------- | ----------------- |
| 大人   | 700円 | 1300円 | 630円            | 1170円           | 580円             | 1040円            | 490円             | 910円             |
| 高校生 | 700円 | 1300円 | 580円            | 1040円           | 490円             | 910円             | 420円             | 780円             |
| 中学生 | 700円 | 1300円 | 490円            | 910円            | 420円             | 780円             | 350円             | 650円             |
| 小人   | 350円 | 650円  | 280円            | 520円            | 250円             | 460円             | 210円             | 390円             |